# 吳仁杰
吳仁傑（?—?），字斗南，一字南英。昆山（今江苏省昆山县）人。
生卒年不详。其先人是洛陽人，後居崑山。淳熙五年（1178年）进士，历任罗田縣令，国子学录等职，归里后自号蠹隐。著有《陶靖节先生年谱》、《洪範辯圖》、《两汉刊误补遗》十卷、《古周易》、《易圖書》等。